# Niechanowo
Niechanowo is een dorp in het Poolse woiwodschap Groot-Polen, in het district Gnieźnieński. De plaats maakt deel uit van de gemeente Niechanowo en telt 1500 inwoners.

## Verkeer en vervoer
- Station Niechanowo